# Slaughter
Slaughter es una banda de hard rock formada en Las Vegas, Nevada, por el vocalista y guitarrista rítmico Mark Slaughter y el bajista Dana Strum. 

## Historia
Se formó en el año de 1988 de las cenizas de la banda Vinnie Vincent Invasion, de donde salieron los ya mencionados Slaughter y Strum, luego de diferencias musicales con Vinnie Vincent, líder de la agrupación y exguitarrista de Kiss.
La banda alcanzó popularidad en 1990 con su primer álbum, Stick It to Ya de 1989, que contenía algunos hits como "Up All Night", "Spend My Life", "Mad About You", y la balada "Fly to the Angels". El álbum alcanzó el estatus de triple platino en los Estados Unidos.
Pese a que su éxito ha disminuido en ese país, la banda se mantiene activa, participando en giras como la popular The Rock Never Stops Tour, junto a otras bandas de la misma época como Quiet Riot, Warrant, L.A. Guns, Night Ranger, Poison y Cinderella.
Como curiosidad cabe destacar que la super famosa actriz "Shannen Doherty" participó en el videoclip "Real Love" durante sus comienzos en el ámbito artístico.
Solamente en 3 ocasiones han girado en México: La primera con tres fechas agotadas en el legendario Rock Stock Bar en 1996 compartiendo escenario con las bandas mexicanas Etérea y Lágrima Escarlata, la segunda en 1997 con una fecha en Veracruz y otra en el D.F. en la Plaza de Toros Monumental compartiendo el escenario con Quiet Riot y los mexicanos Kerigma, La Castañeda y Cuca (la mitad del disco Eternal Live se grabó en este concierto y la otra mitad en un show en Las Vegas) y una tercera, en que acudieron a la Ciudad de Chihuahua el 30 de octubre de 1999 al festival Lobofest 99 de una radioemisora local junto a Firehouse y Warrant.

## Discografía

### Álbumes de estudio
- Stick It to Ya - 1990
- The Wild Life - 1992
- Fear No Evil - 1995
- Revolution - 1997
- Back to Reality - 1999

### Álbumes en directo
- Stick It Live (1990)
- Eternal Live (1998)
- Ecstasy Live 1991 (2022)

### Álbumes recopilatorios
- Mass Slaughter: The Best of Slaughter (1995)